# Sainte-Sabine-Born
Sainte-Sabine-Born är en kommun i departementet Dordogne i regionen Nouvelle-Aquitaine i sydvästra Frankrike. Kommunen ligger i kantonen Beaumont-du-Périgord som tillhör arrondissementet Bergerac. År 2018 hade Sainte-Sabine-Born 372 invånare.

## Befolkningsutveckling
Antalet invånare i kommunen Sainte-Sabine-Born
Referens:INSEE